# Galiciotyphlotes
Galiciotyphlotes is een geslacht van kevers uit de familie van de loopkevers (Carabidae). De wetenschappelijke naam van het geslacht is voor het eerst geldig gepubliceerd in 1999 door Assmann.

## Soorten
Het geslacht Galiciotyphlotes is monotypisch en omvat slechts de volgende soort:
- Galiciotyphlotes weberi Assmann, 1999